# Memristor
Memristorul (en."memory resistors") reprezintă un element pasiv de circuit, cu două borne, care menține o dependență funcțională între integralele în funcție de timp ale curentului și tensiunii. Această proprietate este asemănătoare cu rezistența variabilă. 